# Гунар Ериксон
Кронг Ерик Гунар Ериксон (швед. Krång Erik Gunnar Eriksson; Мора 3. јануар 1921 — Мора 8. јул 1982) је био шведски скијаш, који се такмичио у скијашком трчању. Био је члан клуба Мора из Море.
Његов деби на Зимским олимпијским играма био је 1948. у Сент Морицу. Ту је у такмичењу штафета на 4 х 10 км, заједно са Нилсом Естенсоном, Мартином Лундстремом и Нилсом Тепом освојио златну медаљу. Поред тога, он је освојио и бронзану медаљу у трци на 18 км класичним стилом, иза двојице својх земљака.
Четири године касније, током Олимпијских игара у Ослу такмичио се само у трци на 50 км и заузео 12. место.
Године 1950. на светском првенству у Лејк Плесиду победио је у дисциплини скијашког трчања на 50 км. класичним стилом, док је на 18 км класично био 13.